# U-301
| U-301                      | U-301                                              | U-301                                              |
| -------------------------- | -------------------------------------------------- | -------------------------------------------------- |
|                            |                                                    |                                                    |
|                            |                                                    |                                                    |
|                            |                                                    |                                                    |
| Під прапором               | Третій Рейх                                        | Третій Рейх                                        |
| Порт приписки              | Кіль, Брест, Спеція                                | Кіль, Брест, Спеція                                |
| Спуск на воду              | 25 березня 1942                                    | 25 березня 1942                                    |
| Виведений зі складу флоту  | 21 січня 1943                                      | 21 січня 1943                                      |
| Сучасний статус            | потоплений                                         | потоплений                                         |
| Проєкт                     |                                                    |                                                    |
| Тип ПЧ                     | середній ДПЧ                                       | середній ДПЧ                                       |
| Основні характеристики     |                                                    |                                                    |
| Швидкість (надводна)       | 17,7 вузла                                         | 17,7 вузла                                         |
| Швидкість (підводна)       | 7,6 вузла                                          | 7,6 вузла                                          |
| Робоча глибина занурення   | 250 м                                              | 250 м                                              |
| Гранична глибина занурення | 295 м                                              | 295 м                                              |
| Автономність плавання      | 15 170 км, 150 км під водою                        | 15 170 км, 150 км під водою                        |
| Екіпаж                     | 46 осіб                                            | 46 осіб                                            |
| Розміри                    |                                                    |                                                    |
| Довжина найбільша (по КВЛ) | 67,1 м                                             | 67,1 м                                             |
| Ширина корпусу найб.       | 6,2 м                                              | 6,2 м                                              |
| Середня осадка (по КВЛ)    | 4,74 м                                             | 4,74 м                                             |
| Водотоннажність надводна   | 769 т                                              | 769 т                                              |
| Озброєння                  |                                                    |                                                    |
| Артилерія                  | C35 88 мм/L45 із 220 зарядами                      | C35 88 мм/L45 із 220 зарядами                      |
| Торпедно- мінне озброєння  | 4 носових і один кормовий ТА. 14 торпед або 26 мін | 4 носових і один кормовий ТА. 14 торпед або 26 мін |
| ППО                        | різне                                              | різне                                              |

U-301 — середній німецький підводний човен типу VII С часів Другої світової війни.

## Історія
Замовлення на будівництво субмарини віддано 6 серпня 1940 року. Човен заклали 12 лютого 1941 року на верфі Флендер-Верке, Любек, під будівельним номером 301. Спустили на воду субмарину 25 березня 1942 року. Човен увійшов в дію 9 травня 1942 року. Єдиним командиром човна був капітан-лейтенант Віллі-Родеріх Кернер.

### Флотилії
- 9 травня — 30 вересня 1942 року — 5-я флотилія (навчальна)
- 1 жовтня — 31 грудня 1942 року — 1-я флотилія
- 1 січня — 21 січня 1943 року — 29-та флотилія

### Історія служби
Човен зробив 3 бойові походи, успіхів не досяг. Потоплений човен 21 січня 1943 року в Середземному морі, у районі з координатами 41°27′ пн. ш. 07°04′ сх. д. / 41.450° пн. ш. 7.067° сх. д. торпедами з британського підводного човна «Сахіб». 45 людей загинули, єдиний вцілілий був піднятий на «Сахіб».

### Вовчі зграї
U-301 входила до складу таких «вовчих зграй»:
- Panther 10 — 14 жовтня 1942
- Puma 16 — 30 жовтня 1942